# (4158) Santini
(4158) Santini (1989 BE) – planetoida z pasa głównego asteroid okrążająca Słońce w ciągu 6,27 lat w średniej odległości 3,4 j.a. Odkryta 28 stycznia 1989 roku.